# Setra S 416 NF
Der Setra S 416 NF ist ein Niederflurbus aus dem Hause Setra; dieser wurde dort unter der Produktgruppe „MultiClass“ angeboten.
Mit der verpflichtenden Umstellung auf Euro VI für jedes Nutzfahrzeug, das ab dem 1. Januar 2014 zugelassen wird, wurde der Setra S 416 NF eingestellt. Der auf der IAA Hannover vorgestellte S 416 LE business – konzipiert als Low-Entry-Bus – ersetzt fortan den S 416 NF.

## Ausstattung
Es werden verschiedene Kälte-, Wärme- und Lichttechniken angeboten, die der Kunde gegen Aufpreis bestellen kann. In der Regel umfasst jede Bestellung ca. 28 Kundensonderwünsche wie z. B. eine zusätzliche Klimaanlage im Fahrgastraum, andere Sitzbezüge, Farbe der Haltestangen und Haltewunschtaster usw. Es können zwei oder drei Einstiegtüren verschiedener Breiten und Bauarten (ein- oder zweiflüglige pneumatische Innenschwenk-, Außenschwenk- oder elektrische Schwenkschiebetüren) eingebaut werden.

## Antrieb
Angetrieben wird der Setra S 416 NF durch einen Mercedes-Benz-Sechszylinder-Reihen-Dieselmotor OM 457 hLA mit 12 Litern Hubraum, der jeweils 220 kW (299 PS) bringt. Damit der Bus zügig vorankommt, werden wahlweise ein Voith-Diwa-5-Getriebe mit 4 Gängen oder ein ZF-Ecomat-Getriebe mit 6 Gängen angeboten. Der Tankinhalt umfasst ca. 350 l, der AdBlue-Tank hat ein Fassungsvermögen von ca. 45 l.

## Verwandte Bustypen
- Setra S 415 NF: 12-Meter-Ausführung mit 39–42 Sitzplätzen
- Setra S 415 UL: Hochfluriger Überlandbus

## Galerie

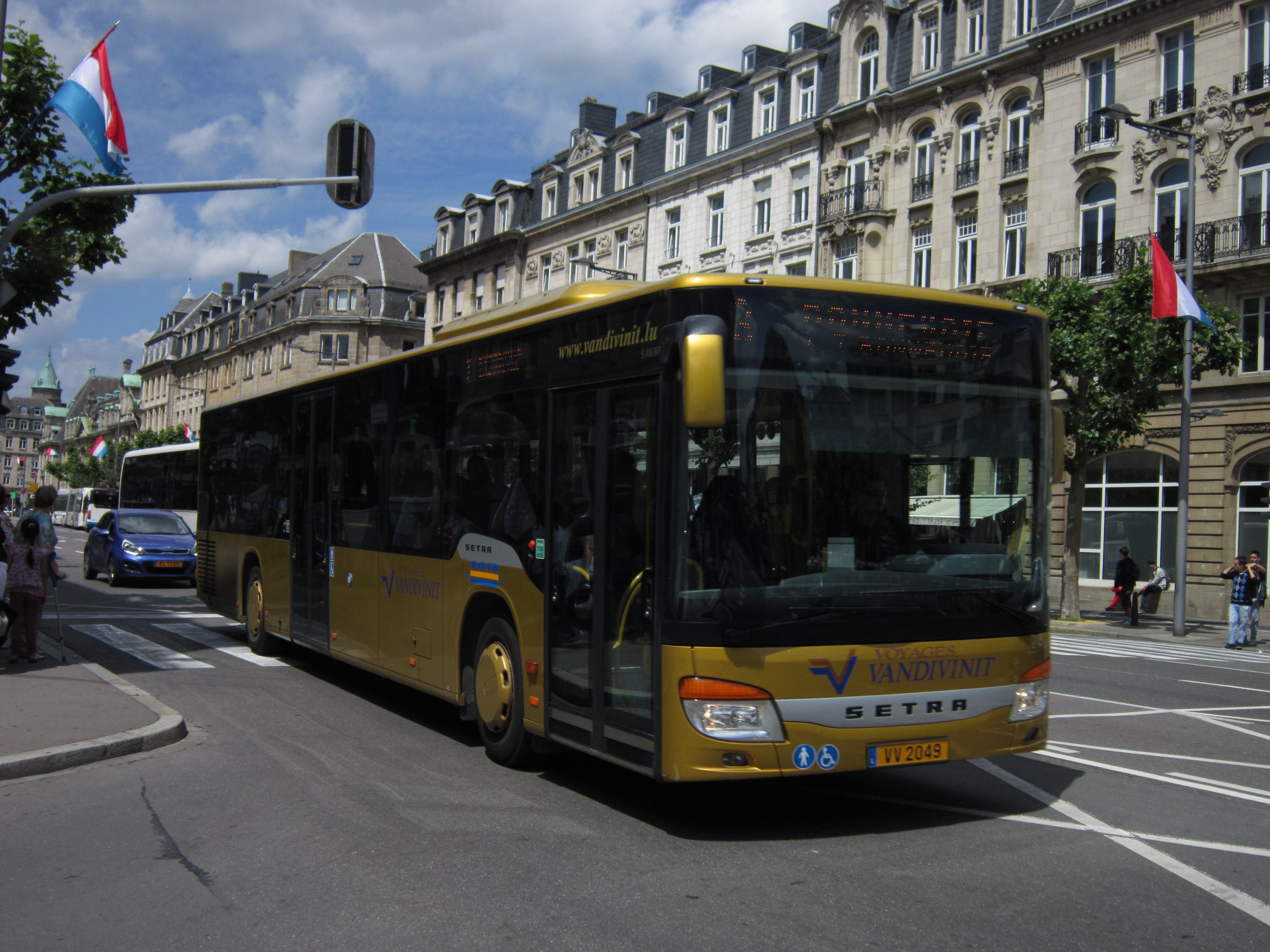
S 416 NF in Luxemburg
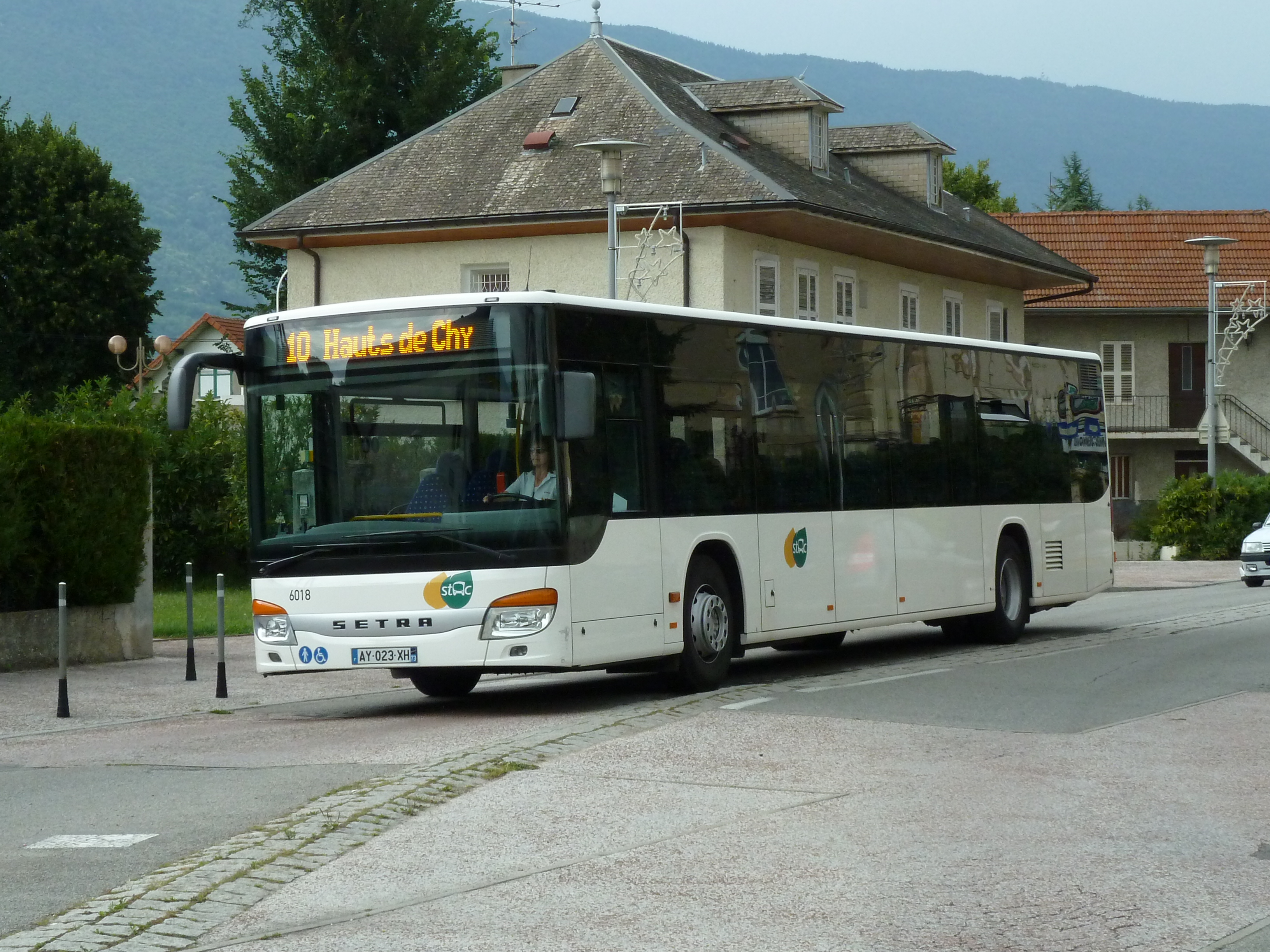
Setra S 416 NF